# Isa Momeni
Isa Momeni (pers. عیسی مومنی; ur. 1 stycznia 1968) – irański zapaśnik w stylu wolnym. Olimpijczyk z Atlanty 1996, gdzie zajął szesnaste miejsce w kategorii 74 kg.
Dwa medale mistrzostw Azji, złoty w 1995 i brązowy w 1996. Drugi w Pucharze Świata w 1992; czwarty w 1994 i piąty w 1996.
Jego ojciec Ali Mohammad Momeni uczestniczył w turnieju zapaśniczym na igrzyskach w Meksyku 1968.